# Nannochorista neotropica
Nannochorista neotropica is een schorpioenvlieg uit de familie van de Nannochoristidae. De wetenschappelijke naam van de soort is voor het eerst geldig gepubliceerd door Navás in 1928.
De soort komt voor in Chili en Argentinië.